# Dendronephthya tabaensis
Dendronephthya tabaensis is een zachte koraalsoort uit de familie Nephtheidae. De koraalsoort komt uit het geslacht Dendronephthya. Dendronephthya tabaensis werd in 1971 voor het eerst wetenschappelijk beschreven door Verseveldt & Cohen. 